# Saint-Félix-de-Lodez
Saint-Félix-de-Lodez é uma comuna francesa na região administrativa de Occitânia, no departamento de Hérault. Estende-se por uma área de 4,38 km². Em 2010 a comuna tinha 1 200 habitantes (densidade: 274 hab./km²).